# Château d'Entrammes
Le Château d'Entrammes est un château français situé à Entrammes, dans le département de la Mayenne et la région des Pays de la Loire.

## Histoire

### Châtellenie
La châtellenie d'Entrammes est une des plus anciennes de la Baronnie de Laval. Elle s'étendait sur Forcé, Parné, Maisoncelles, et en partie sur cinq autres paroisses.
Henri IV l'érigea en baronnie au mois de juin 1608. L'arrêt d'enregistrement est du 11 mars 1611, et la publication au présidial de la Flèche du 3 mai 1611. Pour le fonds et pour la justice foncière, elle relevait de Château-Gontier, et de Laval pour la justice haute, moyenne et basse. 
Un accord, dont Olivier Tillon et Guillaume Rouillon furent les arbitres en 1400, régla les droits respectifs du baron de Château-Gontier et de Guy XII de Laval sur certains fiefs dépendants d'Entrammes. La juridiction, exercée par un bailli, un procureur et un greffier, était assez étendue,. En 1783, le roi donne des lettres d'abréviation pour que l'exercice de la justice se fasse au palais de Laval. Il y avait aussi un châtelain. Le sceau des contrats changeait avec le titulaire de la châtellenie et baronnie. Il était encore aux armes de Mathefelon en 1409, 1482 ; à celles de Gilles de la Pommeraie, de … au chef emmanché de …, en 1538 ; à celles de Birague et de la Pommeraie en 1624. Le 16 nivôse an II, le citoyen Assetier, homme d'affaires de Mme de Maillé, remit à la municipalité les titres et papiers ci-devant seigneuriaux et féodos de la ci-devant baronnie, qui furent brûlés autour du mât de la Liberté.

### Château
Le château est mentionné au XIIe siècle. Tel qu'il avait été reconstruit et tel qu'on le voyait encore avant 1794, il représentait, dit  Louis-Julien Morin de la Beauluère, d'après les souvenirs du pays, « un des vieux donjons de la féodalité », avec fossés profonds. Il avait la forme d'un T. 
Gilles de la Pommeraie y fit faire des travaux de luxe dont il signa les contrats à Tours avec Claude Favet, maître peintre et vitrier, et avec Antoine Lebrun, pour les boiseries, au mois de juillet 1542. 
Depuis cette époque, il fut presque toujours la résidence préférée des Birague, des Maillé de la Tour-Landry. Jacques de Birague fit faire l'avenue qui conduisait au bourg, 1650. 
Les Chouans attaquèrent ce château, mais furent surpris eux-mêmes en septembre 1794. Jambe-d'Argent vint s'y aboucher avec le chef d'un détachement du Régiment de la Montagne, vers le 15 novembre 1794. Quelque temps après, le 24 novembre 1794, un parti de Chouans y mit le feu. 
M. Courte de Vilcler, après avoir supprimé les ruines qui restaient, fit bâtir, vers 1840, l'habitation dans le goût moderne qui existe.

## Fiefs
Les fiefs d'Entrammes s'étendaient en Saint-Germain-le-Fouilloux, Saint-Jean-sur-Mayenne, Montflours, et autres paroisses, et qui dépendaient primitivement de la châtellenie d'Entrammes, à laquelle des tailles étaient dues à la mi-août par les fiefs de Fouilloux, de Maritourne (Argentré), d'Orenge, de la Marche, de la Ragottière et de Beauvais. Guy XII de Laval acheta les fiefs d'Entrammes, et non la terre et châtellenie d'Entrammes, en 1408, de Jeanne de Mathefelon, avec les châtellenies de Saint-Ouen et de Juvigné.

## Sources et bibliographie
- « Château d'Entrammes », dans Alphonse-Victor Angot et Ferdinand Gaugain, Dictionnaire historique, topographique et biographique de la Mayenne, Laval, A. Goupil, 1900-1910 [détail des éditions] (BNF 34106789, présentation en ligne)